# Santa Pau
Santa Pau – gmina w Hiszpanii, w prowincji Girona, w Katalonii, o powierzchni 48,84 km². W 2011 roku gmina liczyła 1604 mieszkańców.